# Czomba Imre
Czomba Imre (Miskolc, 1972–) Los Angeles-ben élő magyar-amerikai zeneszerző, hangszerelő, zenész. (Hangszerei: zongora, billentyűs hangszerek, harmonika, furulya, fuvola).

## Kezdetek
1991-ben miskolci zenekarával megnyerte a “Rock Gyermekei” tehetségkutatót. A BME műszaki egyetemen villamosmérnökként tanult 1991-től, mely időszak alatt folyamatosan belekerült a budapesti zenei életbe. Ifj. Rátonyi Róbert és Oláh Kálmán voltak a tanárai. Jazz Blues zenekarokban kezdett játszani. Legjelentősebb zenekarok és előadók ebben az időben: Miskolci Dixieland Band, Mama killed the chicken, Palermo Boogie Gang, Török Ádám és a Rabb. 1995-től a Sztevanovity Zorán zenekarában kezdett játszani, és ez a munkakapcsolat még a mai napig is tart. Madách és a Rock Színház billentyűse lett, számos nyugat európai turnéban részt vett velük.

## Pop dalszerző
1995-től számos produkció zeneszerzője és hangszerelője lett. Szinte az összes működő pop csapattal dolgozott. Legjelentősebb munkái között volt, Cserháti Zsuzsa Add a kezed albuma, amire 8 saját dalt írt. Később a Nox zenekarvezetője és zeneszerzője lett, több dala nagy sikert és kimagasló rádiójátszást ért el. Sikert sikerre halmoztak (pl. Viva Comet, Mahasz, Fonogram, Persian Golden Lioness).

## Színház, musical
Folyamatosan beleszeretett a színházi zenékbe, majd 1999-ben az Eszenyi Enikő E.tango lemezét készítette, majd későbbi színházi showját is. Sőt a 2006-os Eszenyi Enikő nagyszerű rendezésében, a legendás Ünnep című dráma zenéjét is ő írta. Első önálló Színházi darabja a Deathtrap előadás volt a Merlin Színházban 1999-ben. 2007-ben az a megtiszteltetés érte, hogy augusztus 19-én a színpaddá átalakított Hősök terén bemutatásra került az első musicalje a Szent István – Egy ország születése. A 250 főre kibővített Experidance tánckar, lovas kaszkadőrök, Egyházi Géza, Fonyó Barbara, Fullajtár Andrea, Simon Kornél és Kamarás Iván főszereplésével. 2012-ben mutatták be Érinthetetlenek című musicalje a Margitszigeti szabadtéri színpadon, ahol karmesterként is debütált. 2013-ban a Makrancos Kata musical komédiát mutatták be a RaM Collosseum színpadán Détár Enikő, Egyházi Géza és Fonyó Barbara főszereplésével. 2008. október 23-án Básti Juli, Kulka János, Haumann Péter, Molnár Piroska és Hollósi Frigyes Kossuth-díjas nemzet színészei énekelték az alkalomra írt dalait. Keveházi Gábor koreográfussal is dolgozott egy 50 perces baletten, melyet az Operaházban mutattak be 2009-ben. Számos musicalénekes lemezére írt dalokat és készítette albumait, a teljesség igénye nélkül: Dolhai Attila, Homonnay Zsolt, Polyák Lilla, Bot Gábor, Miller Zoltán.

## Experidance
2002-től kezdett el dolgozni az ExperiDance Tánctársulat zeneszerzőjeként. Szerencsés volt a találkozás, így Román Sándor koreográfussal való közös munkák gyümölcse a több mint 15 egész estés színházi show. Revans című darabja az Új Nemzeti Színház első bemutatója volt, Törőcsik Mari és Kovács Ákos szereplésével. 2005-ben a Steel színházi darab bemutatója Bolzanóban volt, a Bolzan Urban Theatre felkérésére. Az előadás érdekessége, hogy eredetileg a világhírű Enrico Morriconéval is tárgyaltak a darab zenéjének a megírásáról. Majd ennek a műnek a magyarországi bemutatója a MÜPA/Fesztivál Színház első előadása volt. 2006-ban készült a Nagyidai cigányok című darabja. Ez az egyik legsikeresebb darabja lett az Experidance-nek. Volt bemutatója Norvégiában és játszották a madridi Central Theatreben 2 hónapig folyamatosan a nagy sikerre való tekintettel. Az Eszencia című darabjukat 2007-ben Pekingben mutatták be nagy sikerrel.

## Tűzijáték zene
Szakmai életének egyik kimagasló pontja, hogy 2008-ban és 2009-ben felkérték az augusztus 20-i nemzeti ünnep tűzijátékának zeneszerzésével. Több, mint 3 millió néző előtt mutatták be a (televíziós nézettségi rekordot döntött) az ő zenéjére készített Tűzijáték Show-t. 2009-ben a világhírű Miklósa Erika és Fekete Attila voltak a szólistái a művének.

## Sportesemények hivatalos dalai
Több sportesemény hivatalos dala is a nevéhez fűződik:
- 2006 Úszó Európa-bajnokság hivatalos dala (Embermadár)
- 2008 Magyar olimpiai csapat hivatalos dala (Hajrá Magyarország)
- 2013 Judo Európa-bajnokság hivatalos dala (Judo)

## Ákos
2008-2009-ben az Kovács Ákos, “Ákos 40” turnéjában játszott nagy sikerrel. Ákossal a barátságuk és munkakapcsolatuk a 2003-ban bemutatott Revans óta tart. A mai napig játszik Ákossal, különleges eseményeken, mint zongorista. A “Visszavág a sors” című dala nagy sikerrel szerepel koncertjein.

## Televíziós műsorok
Számos tévéműsor zenei producere és hangszerelője. Többek közt a 6 szériát megélt “Csináljuk a fesztivál” című MTVA szuper produkciónak. A show-műsor közel 500 dalt dolgozott fel 50 év magyar és külföldi slágereiből. De említhetnénk a “Nagy duett”, “Tánc legendája” és a “Dalnokok ligáját”, ahol az első díjig repítette a Nox zenekart a hangszereléseivel. Több reklám, szignál, tv film és dokumentumfilm zeneszerzője. (Köszönet a szabadság hőseinek, Flow, Holtomiglan, A matter of death and life)

## Filmzene és Hollywood
Árpa Attilával készült “Meldrum house” című rövid filmje számos külföldi filmfesztiválon vett részt, díjakat nyert (2012 American International Film Festival “Best Movie with Supernatural Theme”, 2013 FEBIO International Film Festival “Best Short Film”) illetve nominálták jelentős fesztiválokra. Az Argo 2 nagysikerű Árpa Attila film filmzenéjét is ő írta, melynek a bemutatója 2015 márciusában volt. 
2012-től a UCLA Filmzeneszerzés szakán tanul.
2013-tól már hollywoodi produkcióban is dolgozik, illetve Los Angelesben él. Nevéhez fűződik többek között a Kölcsönlakás c film zenéje, mely 2019-ben az egyik legnézettebb film volt.
Az amerikai Emmy Television Academy zenei tagozatának és a Grammy Recording Academy aktív szavazó tagja. Körülbelül 60-70 amerikai televíziós sorozatban és filmben zeneszerző, orchestrátor vagy music supervisor. 
2021-től együtt dolgozik a világhírű Walter Afanasieff zeneszerző és zenei producer legendával, mint társ hangszerelő, orchestrátor és karmester.
Pár név akivel már együtt dolgozott: Julie Dash, Chloe Bailey, Halley Bailey, Thalia, Babyface, Pentatonix, Marina Sirtis, Mira Sorvino, Paul Sorvino, Lesley Demetriades, Joel Iwataki stb.

## Filmzenéi
- 2019 Kölcsönlakás
- 2019 Stuck Out of Love
- 2018 Tesla Files
- 2018 Obscene Beauty
- 2017 Beneath the Leaves (orchestrator)
- 2015-2017 Celebrity Opera Series at Broad Stage, tv series (music supervisor)
- 2014 Cinema Inferno, Tv movie
- 2014 The True Adventures of Raoul Walsh, Documentary
- 2014 Chance of a lifetime, Short film
- 2014 Kényszerszinglik, Tv film
- 2014 Argo2, Action Comedy
- 2014 Midnight in Hollywood, Short film (Hollywood)
- 2014 Countryside Encounters: Out of the City
- 2013 Water, Our Past and future, TV series
- 2013 Matter Death and Life, Documentary film
- 2012 Becsengetünk és elfutunk, Documentary series
- 2012 Meldrum House, Short Film
- 2011 Flow, documentary movie
- 2011 Nagy duett, TV show
- 2011 Two Hearts, TV show
- 2011 Csináljuk a fesztivált VI, TV show series
- 2010 10 éves az Experidance, documentary
- 2010 Csináljuk a fesztivált V, TV show series
- 2009 Fireworks Budapest, TV show
- 2009 Revolution day Hungary, TV
- 2008 Csináljuk a fesztivált IV, TV show series
- 2008 Eon, animation movie
- 2008 Fire Dance, TV show
- 2008 És most mi csináljuk a fesztivált, TV show
- 2008 Legend of the dance, TV series
- 2008 Csináljuk a fesztivált III, TV show series
- 2007 Mi kérünk elnézést, TV show
- 2007 Night of the lights, animation film
- 2007 Impossile Duetts, TV show
- 2007 Szent István egy Ország születése, TV show
- 2007 The Hungary is our family, TV film
- 2007 Csináljuk a fesztivált II, TV show series
- 2006 Köszönet a szabadság hőseinek, TV film
- 2006 Csináljuk a fesztivált I, TV show series
- 2006 Greetings for the Heros of Revolution, TV film
- 2006 Győzike Show outro
- 2005 Mr Torma, TV film
- 2004 Mohácsi vész, Movie (Music arranger)
- 2002 League of the star TV Show
- 2000 E.Tango, TV Show

## Alkalmazás, Video Játék zene
A Crocobee és a világhírű Kaplan International College IOS és ANDROID alkalmazásaihoz ír zenéket. (Picaro Play, Word Train, Little Picaro, The Balck Cat, Araby, Sherlock Holmes, The Diary of Madman, Puss in Boots, Little Red Riding, Shoot and Guess, U-turn...)

## Színházi darabjai
- 2017 Penetration – Fringe Hollywood, (zeneszerző)
- 2017 Benyovszki – Magyar Színház – (hangszerelő)
- 2016 Nostredamus – RaM Colosseum, (zeneszerző)
- 2014 Játékkészítő – Tüskecsarnok (Átkötő zeneszerző)
- 2013 Makrancos Kata – RaM Colosseum, (zeneszerző)
- 2013 Radnóti – RaM Colosseum, (zeneszerző)
- 2012 Érinthetetlenek – Margitszigeti Szabadtéri Színház, (zeneszerző, hangszerelő)
- 2011 A király nevében – RaM Colosseum (zeneszerző)
- 2009 Boldogság 69:09l – Művészetek palotája, (zeneszerző)
- 2008 Szeget szeggel – Nemzeti Táncszínház, (zeneszerző)
- 2007 Eszencia – Peking, (zeneszerző)
- 2007 Egy ország születése – Hősök tere, (zeneszerző)
- 2006 Ünnep – Pesti Színház, (zeneszerző)
- 2006 Nagyidai cigányok – Nemzeti Táncszínház, zeneszerző
- 2005 Steel – Bolzan Urban Theatre, (zeneszerző)
- 2002 Revans – Nemzeti Színház, (zeneszerző)
- 2001 Ezeregyév – Szolnoki Szigligeti Színház, (zeneszerző)
- 2001 Deathtrap – Merlin Színház, (zeneszerző)
- 2000 E.Tango – Thalia Színház, (zeneszerző, hangszerelő)

## Díjak

### Aranylemezek
- Kökény Attila (Nincs semmi másom) 2011 – Zeneszerző
- Ákos (Ákos 40+ DVD) 2009 – Piano, Zeneszerző
- Adagi (Hollywood) 2009 – Hangszerelő
- Ákos (Ákos 40) 2008 – Piano, Zeneszerző
- Adagio (Adagio) 2007 – Hangszerelő
- Csézy (Szívverés) 2007 - Zeneszerző
- Nox (Örömvölgy) 2006 – Zeneszerző
- Ákos (Még közelebb) 2006 – Piano, Zeneszerző
- Princess (Mediterran) 2006 – Zeneszerző, Hangszerelő
- Adagio (Gold) 2006 – Hangszerelő, Mix
- Nox (DVD) 2006 – Zeneszerző, zenekarvezető
- Nox (Ragyogás) 2005 – Zeneszerző
- Nox (Karácsony) 2004 – Zenekarvezető
- Nox (Bűvölet) 2004 – Zeneszerző
- Cserháti Zsuzsa (Életem zenéje) 2003 – Zeneszerző
- Romantik (A kelet fényei) 2002 – Zeneszerző
- Fiesta (A tűzön át) 2001 – Hangszerelő
- Fiesta (Hozzám tartozol) 2001 – Hangszerelő

### Platinalemezek
- Ákos (Ákos 40+ DVD) – Piano, Zeneszerző
- Ákos (Ákos 40) 2008 – Piano, Zeneszerző
- Adagio (Adagio) 2007 –Hangszerelő
- Nox (Örömvölgy) 2006 – Zeneszerző
- Ákos (Még közelebb) 2006 – Piano
- Adagio (Gold) 2006 – Hangszerelő, Mix
- Nox (DVD) 2006 – Zeneszerző, Zenekarvezető
- NOX (Ragyogás) 2005 – Zeneszerző
- Nox (Karácsony) 2004 – Zenekarvezető
- Nox (Bűvölet) 2004 – Zeneszerző
- Cserháti Zsuzsa (Életem zenéje) 2003 – Zeneszerző
- Romantik (A kelet fényei) 2002 - Zeneszerző
- Fiesta (A tűzön át) 2002 – Hangszerelő
- Fiesta (Hozzám tartozol) 2002 – Hangszerelő

### Dupla platinalemezek
- Ákos (Ákos 40) 2008 – Piano, Hangszerelő
- Nox (Örömvölgy) 2006 – Zeneszerző
- Nox (Ragyogás) 2005 – Zeneszerző
- Nox (Bűvölet) 2004 – Zeneszerző

### Díjak
- Ligue of stars I. (Nox) 2004 – Hangszerelő
- Bravo Awards (Nox) 2005 – Zenekarvezető, Zeneszerző
- Mahasz CD of the year (Nox) 2005 – Zenekarvezető, Zeneszerző
- Viva Comet (Nox) 2006 – Zenekarvezető, Zeneszerző
- Persian Golden Lioness Award (Nox) 2006 – Zenekarvezető, Zeneszerző
- Katona József Theatre Kecskemét, Operett Tender III. 2011 – Zeneszerző
- Meldrum House (Short Film), 2012 American International Film Festival “Best Movie with Supernatural Theme” - Zeneszerző
- Meldrum House (Short Film), 2013 FEBIO International Film Festival “Best Short Film”- Zeneszerző

### Jelölések
- VII. Pécsi Országos Színházi Fesztivál (FESTEN) - Zeneszerző
- Fonogram (Princess, Mediterran) 2007 - Zeneszerző, Hangszerelő
- Ákos (Ákos 40+ DVD) 2010 – Piano, Zeneszerző
- Fonogram (Tóth Vera, Csak a zene kell nekem) 2011 – Hangszerelő
- Meldrum House (Short Film), Official Selection, 2012 Hollywood Real Independent Film Festival- Zeneszerző
- Meldrum House (Short Film), La Indie Film Festival competition- Zeneszerző